# توت‌خوار پاسیاه
توت‌خوار پاسیاه (نام علمی: Dacnis nigripes) نام یک گونه از سرده توت‌خوار است.